# 紀陽カードディーシー
株式会社紀陽カードディーシー（きようカードディーシー）は、株式会社紀陽銀行の連結子会社で、クレジットカード会社である。

## 概要
2009年4月1日に和歌山銀カード株式会社を吸収合併した。
三菱UFJニコス株式会社のDCカードのフランチャイジー（FC）であり、紀陽ホールディングスの子会社である株式会社紀陽銀行と提携した「Kiyo Card」を中心としたクレジットカード（DCカード）の発行及びDCの加盟店の開拓を行っている。かつては三菱UFJニコスのUFJカードのFCでもあったが、MUFGカードへのブランド変更は行わず取扱いを停止している。

## 提携カード
括弧内は、提携先を示す。
- 三菱Diaカード （三菱自動車工業株式会社）

## 関連会社
- 株式会社紀陽カード

## 脚註
1. ↑  “クレジットカード子会社の合併に関するお知らせ” (PDF). 2009年5月9日閲覧。